# 輿亮
輿 亮（こし まこと、1959年11月10日 - ）は、日本のアメリカンフットボールの元選手・指導者・解説者、および光学技術者。子に元水曜日のカンパネラのコムアイ、cadodeのkoshi。

## 概要
東京都世田谷区出身。麻布中学校時代にアメフトと出会い、高校卒業まで続ける。東京大学工学部機械工学科在学中にアメリカンフットボール部（ポジションは守備バックとランニングバック）で活動。1983年に卒業後は富士通に入社。レーザープリンターの開発など製品技術開発に携わりつつ競技活動も続け、1985年にアメフトの企業内チームである富士通フロンティアーズが発足する際は、選手としてその設立に関与した。1990年〜1997年、同チームの監督を経たのち、富士通フロンティアーズ副部長を務めた。また、アメフト国際試合における日本代表チームの編成などマネージメントを、日本アメリカンフットボール協会の一員として務めた。NHK-BSのNFL中継の解説は1995年から2020年まで26年続けた。2021年シーズンよりNFL GAME PASSでの日本語実況の解説を務める。（他にスペイン語、ドイツ語での実況あり）川崎市でのアメフト観戦講義の講師なども務める。現在は、公益社団法人 日本アメリカンフットボール協会常務理事（フラッグフットボール担当）、および国際アメリカンフットボール連盟理事（普及担当）。
富士通の社員としては、前述のレーザープリンター開発関連として1983年〜1990年は電子写真プロセス、トナー、光源、印字品質などに携わっており、1995年〜2001年12月はビジネスの企画および海外OEM開拓、出荷製造装置（生産技術）フォロー、2001年12月以降は富士通グループ内の教育部門、2008年からは広報IR室、2012年からはパーソナルビジネス本部でコンタクトセンターを担当した。その後、再び富士通グループ内の人材育成に携わり、19年3月退職。